# Tiwai Island

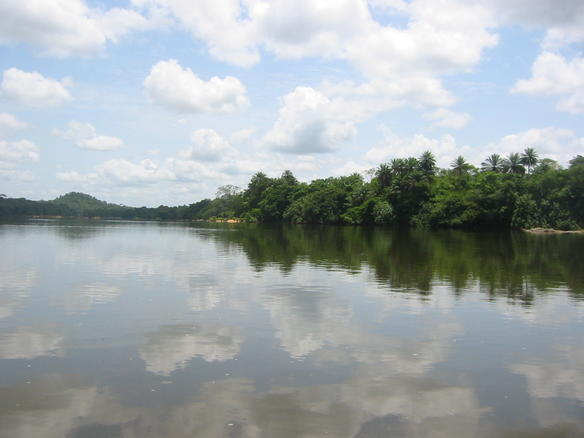
Rzeka Moa u wybrzeży Tiwai Island

Tiwai Island – wyspa na rzece Moa w południowym Sierra Leone, o powierzchni 13 km², objęta ochroną w ramach rezerwatu Tiwai Island Wildlife Sanctuary. Wyspa była dawniej miejscem największego zagęszczenia gatunków naczelnych na całym kontynencie afrykańskim, w ostatnich latach jednak w rezerwacie nie prowadzono zabiegów ochronnych, ze względu na trwającą w kraju wojnę domową. Mimo to, wciąż można tu spotkać koczkodany diana (Cercopithecus diana), a także krokodyle, rzadkie hipopotamy karłowate oraz wiele gatunków ptaków.